# Goslinophis
Goslinophis es un género extinto de peces actinopterigios prehistóricos. Fue descrito por Blot en 1981.
Vivió en Italia.